# ツナグキズナ
「ツナグキズナ」は、Team.ねこかん[猫] featuring.天乙准花のメジャー1作目となるシングル。2010年10月27日にスターチャイルド（キングレコード）から発売された。

## 解説
表題曲「ツナグキズナ」は、テレビアニメ『ヨスガノソラ』の挿入歌という扱いだが、実質的には本編エンディングテーマとして使用されている。カップリングも含め、天乙准花がフィーチャリングアーティスト（ボーカル担当として）に加わっている。
ジャケットには、『ヨスガノソラ』登場キャラクター、春日野悠と春日野穹がプリントされている。ボーナストラックとして天乙准花が歌唱している「エアーマンが倒せない」が収録されている。

## 収録曲
1. ツナグキズナ [4:35]
作詞・作曲・編曲：nyanyannya、ストリングスアレンジ：中島ノブユキ
テレビアニメ『ヨスガノソラ』挿入歌
2. 美空に続く光 [4:12]
作詞：天乙准花、作曲・編曲：sham、ストリングスアレンジ：中島ノブユキ
3. ツナグキズナ (off vocal.)
4. 美空に続く光 （off vocal.）
5. エアーマンが倒せない （天乙准花ver.） [3:44]
作詞：せら・たかにそ、作曲：せら、編曲：nyanyannya